# 八木田宜子
八木田 宜子（やぎた よしこ、1937年11月11日 - 2022年12月12日）は、日本の児童文学作家、翻訳家。

## 来歴・人物
東京生まれ。東京大学教育学部卒業。駒場時代は樺美智子の同級生で、安保反対運動に参加していた。卒業後は編集者。乙骨淑子、奥田継夫、山下明生、掛川恭子らの同人誌「こだま」の参加を機に創作活動の傍ら、英米文学の翻訳を手掛ける。

## 著書
- 『みどりのえほん』1 - 12（文化出版局、ミセスこどもの本） 1970 - 1971
- 『耳のそこからふえたいこ』（童心社） 1974
- 『じゅんちゃんあそびましょ』（童心社、じゅんちゃんえほん） 1977
- 『じゅんちゃんいれて』（童心社、じゅんちゃんえほん） 1977
- 『じゅんちゃんもういいよ』（童心社、じゅんちゃんえほん） 1977
- 『あわてんぼらいおん』（文化出版局、らいおんえほん） 1982
- 『たかいたかいらいおん』（文化出版局、らいおんえほん） 1982
- 『よわむしらいおん』（文化出版局、らいおんえほん） 1982
- 『たいこをドン』（童心社、童心社のかみしばい） 1999
- 『うんどうかいにいこう』（童心社、おひさまこんにちは） 2000
- 『ゆきだるま』（童心社、おひさまこんにちは） 2001
- 『くいしんぼらいおん』（徳間書店、らいおんえほん4） 2003
- 『小さなコックさん』（講談社、文学の扉） 2004
- 『あめのひのおともだち』（童心社、おひさまこんにちは） 2004
- 『ひとつずつ』（童心社、おひさまこんにちは） 2006

### 共編著
- 『英米児童文学年表・翻訳年表』（清水真砂子共編、研究社出版） 1972
- 『独楽あそび 回転の秘密』（山口豊共著、平凡社カラー新書） 1979

### 翻訳
- 『まほうのクリスマスツリー』（リー・キングマン、偕成社） 1968
- 『小さな青いきかんしゃ』（アーシュラ・フリハン、大日本図書） 1968
- 『ライルはにんきもの』（バーナード・ウェーバー、あかね書房） 1969
- 『よかったねネッドくん』（レミー・チャーリップ、偕成社） 1969
- 『ライルにきたてがみ』（バーナード・ウェーバー、あかね書房） 1970
- 『アザラシの島』（マーガレット・ショウ、大日本図書） 1970
- 『やったぞ、ヘンリー』（ドラ・サッチャー、童心社、よいこの十二か月） 1973
- 『ひろいあつめ屋のウオンブル』（E・ベレスフォード、講談社） 1974
- 『見えてて見えないウオンブル』（E・ベレスフォード、講談社） 1974
- 『あるひねずみが… インドのむかしがたり』（マーシャ・ブラウン、冨山房） 1975
- 『小人のミニピン物語』（キャロル＝ケンダル、講談社） 1976
- 『3びきのこねこ』（V・ステーエフ、ほるぷ出版） 1976
- 『どうしてカはみみのそばでぶんぶんいうの? 西アフリカ民話より』（ヴェルナ・アールデマ、ほるぷ出版） 1976
- 『パンはころころ ロシアのものがたり』（マーシャ・ブラウン、冨山房） 1976
- 『巨人アレックスのぼうけん』（F・ハーマン、あかね書房） 1977
- 『ピーターうさぎ』（ビアトリクス・ポター、講談社） 1977
- 『もりのともだち』（マーシャ・ブラウン、冨山房） 1977
- 『はねとびおなべ デンマークの民話』（ヴァージニア・ハヴィランド、冨山房） 1978
- 『ぼくのカモメ』（ペネロープ・ファーマー、岩波書店、岩波ようねんぶんこ） 1979
- 『アリスティードの夏休み』（R・ティバー、あかね書房） 1979
- 『クモの宮殿』（リチャード・ヒューズ、鈴木昌子共訳、早川文庫） 1979
- 『エミリーさんとまぼろしの鳥』（チャールズ・キーピング、ほるぷ出版） 1979
- 『ちょっとちがった夏休 』（ペネロープ・ファーマー、岩波書店） 1980
- 『ぶたのピグウィグ』（ジョン・ダイク、文化出版局） 1980
- 『ウサギのいえにいるのはだれだ アフリカ・マサイ族民話より』（ヴェルナ・アールデマ、ほるぷ出版） 1980
- 『メイビーと森のなかまたち』（J・カニンガム、あかね書房） 1981
- 『イギリス童話 2 ねがいのかなう魔法のほね』（チャールズ＝ディケンズほか、掛川恭子共訳、講談社、世界のメルヘン） 1981
- 『イギリス童話 3 銀のうまと木馬たち』（アーシュラ・ウィリアムズほか、掛川恭子共訳、講談社、世界のメルヘン） 1981
- 『アメリカ童話 2 魔法のそり』（ナサニエル＝ベンチリーほか、掛川恭子共訳、講談社、世界のメルヘン） 1981
- 『きりのなかのサーカス』（ブルーノ・ムナーリ、好学社） 1981
- 『光のかけら』（ジョン・ガードナー、早川文庫） 1981
- 『魔法のベッド』1 - 2 （メアリー・ノートン、講談社、青い鳥文庫） 1981
- 『おにいちゃん』（ロバート・クラウス、さ・え・ら書房） 1981
- 『クリスマス・キャロル』（ディケンズ、集英社） 1982
- 『クリスマスボックス』（鈴木昌子ほか訳、講談社） 1984
- 『5ひきのねこのゆめ』（ニコラ・ベリー、ほるぷ出版） 1985
- 『きしゃがはしるよ、まどのそと』（ウェンディ・ケッセルマン、ほるぷ出版） 1985
- 『かがやく剣の秘密 小人のミニピン物語』（キャロル＝ケンダル、講談社、青い鳥文庫） 1985
- 『末っ子パワー大ばくはつ あたしのノート公開します』（グエン＝グラント、森下美根子共訳、講談社、青い鳥文庫） 1985
- 『ウオンブル大かつやく』（エリザベス＝ベレスフォード、講談社、青い鳥文庫） 1985
- 『ごちゃまぜカメレオン』（エリック＝カール、偕成社） 1991
- 『ねこがいっぱい』（編、講談社、青い鳥文庫） 1992
- 『オーパルひとりぼっち』（オーパル・ウィットリー、ほるぷ出版） 1994
- 『ささやきの鐘の秘密 小人のミニピン物語』（キャロル・ケンダル、森下美根子共訳、講談社、青い鳥文庫） 1995
- 『レイチェルのバラ』（カレン・クリステンセン、西村書店） 2000
- 『王さまとかじや』（ジェイコブ・ブランク、徳間書店） 2001
- 『白鳥とくらした子』（シシリー・メアリー・バーカー、徳間書店） 2002

### イーディス・ネズビット
- 『魔法の城』（E・ネズビット、冨山房） 1983
- 『砂の妖精』（イーディス・ネズビット、講談社、青い鳥文庫） 1984
- 『ロミオとジュリエット』（ウィリアム＝シェイクスピア、イーディス＝ネズビット再話、講談社） 1989
- 『魔よけ物語 続・砂の妖精』（イーディス＝ネズビット、講談社、青い鳥文庫） 1995
- 『魔法! 魔法! 魔法!』（イーディス・ネズビット、講談社、青い鳥文庫） 1996
- 『ドラゴンがいっぱい!』（イーディス・ネズビット、講談社、青い鳥文庫） 1997